# Hair (pel·lícula)
Hair és una pel·lícula musical de 1979 dirigida per Miloš Formen i protagonitzada per John Savage, Beverly d'Angelo i Treat Williams. Basada en el musical homònim de 1967, la pel·lícula va ser nominada al César a la Millor pel·lícula estrangera. Ha estat doblada al català.

## Argument
En 1967, Claude Bukowski (John Savage) viatja a Nova York per allistar-se a l'exèrcit nord-americà amb destinació a la Guerra de Vietnam. Però, a la seva arribada coneix a un grup de hippies i es planteja la seva forma d'entendre la vida. Durant aquests dies, entaula amistat amb Berger (Treat Williams) i s'enamora de Sheila (Beverly d'Angelo). Claude comença una aventura que el portarà primer fins a la presó i després a l'exèrcit. Amb l'inici de la guerra de Vietnam, Claude serà destinat a lluitar en el front. Però malgrat tots els esforços dirigits a evitar el seu enviament a Vietnam, tot serà en va i la seva vida donarà un gir radical implicant unes conseqüències sorprenents que podrien fins i tot fer perillar la seva vida.
Amb unes cançons espectaculars, com "Good Morning Starshine", "Aquarius" i "I Got Life", aquesta pel·lícula es converteix en un dels musicals inoblidables de tots els temps que quedaran gravats per sempre en la memòria.

## Repartiment
- John Savage: Claude Bukowski
- Treat Williams: Berger
- Beverly d'Angelo: Sheila
- Annie Golden: Jeannie
- Donnie Dacus: Woof
- Dorsey Wright: Hud
- Cheryl Barnes: Promesa de Hud
- Adrienne King: Ballarina

## Temes
No es van incloure les cançons "My Conviction" i "The Air" del musical i hi ha altres diverses però petites modificacions per adaptar les cançons a l'acció.
- Aquarius (*)
- Sodomy
- Donna/Hashish
- Colored Spade
- Manchester
- Abie Baby/Fourscore
- I'm Black/Ain't Got No
- Party Music
- I Got Life
- Frank Mills
- Hair
- L. B. J.
- Electric Blues/Old Fashioned Melody
- Hare Krishna
- Where Do I Go?
- Black Boys
- White Boys
- Walking in Space
- Easy to be Hard
- 3-5-0-0
- Good Morning Starshine
- What a Piece of Work is Man
- Somebody to Love
- Don't Put it Down
- The Flesh Failures/Let the Sunshine in ().